# Mydaselpis mimeticus
Mydaselpis mimeticus är en tvåvingeart som beskrevs av Hesse 1969. Mydaselpis mimeticus ingår i släktet Mydaselpis och familjen Mydidae. Inga underarter finns listade i Catalogue of Life.